# Merlin Polzin
Merlin Polzin (Amburgo, 7 novembre 1990) è un allenatore di calcio ed ex calciatore tedesco, di ruolo difensore, tecnico dell'Amburgo.

## Biografia
Merlin Polzin è nato ad Amburgo ed è cresciuto a Bramfeld, nel Distretto di Wandsbek. Suo fratello, Robin Polzin, è anche lui un calciatore.

## Carriera

### Giocatore
Polzin inizia a giocare a calcio nella squadra del suo quartiere, il Bramfelder, con cui svolge tutta la trafila delle giovanili fino al 2009. Viene promosso in prima squadra, con cui ha disputato i campionati di sesta e quinta divisione tedesca. Al termine della stagione 2010-2011, all'età di 21 anni, si ritira dal calcio giocato a causa dell'osteoartrite alle dita dei piedi.

### Allenatore

#### Gli inizi
Appena ritirato, inizia la carriera da allenatore, partendo nel ruolo di assistente nel settore giovanile dell'Amburgo, dove rimane fino al 2013. Conclusa l'esperienza con i Dinasaurier, Polzin si trasferisce a Osnabrück, dove inizia a frequentare l'Università di Osnabrück e conseguire la laurea come insegnante di tedesco e sport.
Mentre frequenta l'università, viene ingaggiato dall'Osnabrück, entrando nello staff delle formazioni Under-17 e Under-19. Con l'ingaggio di Daniel Thioune come tecnico della Prima squadra, militante in 3. Liga, viene promosso nel ruolo di vice allenatore. Con l'Osnabrück, nella stagione 2018-2019, raggiunge la promozione in 2. Bundesliga e la salvezza nella stagione successiva.

#### Amburgo
Il 6 luglio 2020 Thioune lascia l'Osnabrück e viene nominato nuovo allenatore dell'Amburgo: Polzin lo segue, sempre nel ruolo di vice, facendo ritorno nel club dove ha iniziato la carriera da allenatore. A maggio della stagione 2020-2021, Thioune viene esonerato, ma Polzin rimane nello staff tecnico del club mantenendo il suo ruolo di vice, sia con Horst Hrubesch fino al termine del campionato, che con il nuovo manager Tim Walter la stagione seguente.
Il 17 febbraio 2024, Walter viene licenziato e Polzin viene promosso tecnico ad interim, guidando la squadra nel pareggio per 2-2 contro l'Hansa Rostock. Il 20 febbraio 2024, dopo la nomina di Steffen Baumgart a nuovo allenatore, Polzin torna a ricoprire il ruolo di vice allenatore dell'HSV, per ricoprire nuovamente l'incarico di allenatore ad interim nel novembre 2024.
Il 22 dicembre 2024, dopo la vittoria per 5-0 sul Greuther Fürth, viene promosso ad allenatore del club, dopo aver collezionato otto punti in quattro partite giocate. Il 10 maggio 2025, con la vittoria casalinga per 6-1 contro l'Ulma, conquista con una giornata d'anticipo la promozione in Bundesliga, riportando l'HSV nel massimo campionato tedesco dopo 7 stagioni. La settimana seguente, chiude il campionato al 2º posto in classifica, con la sconfitta per 3-2 sul campo del Greuther Fürth.

## Statistiche

### Presenze e reti nei club
Statistiche aggiornate al termine della carriera da calciatore.
| Stagione          | Squadra           | Campionato        | Campionato | Campionato | Coppa nazionale | Coppa nazionale | Coppa nazionale | Coppe continentali | Coppe continentali | Coppe continentali | Altre coppe | Altre coppe | Altre coppe | Totale | Totale |
| Stagione          | Squadra           | Comp              | Pres       | Reti       | Comp            | Pres            | Reti            | Comp               | Pres               | Reti               | Comp        | Pres        | Reti        | Pres   | Reti   |
| ----------------- | ----------------- | ----------------- | ---------- | ---------- | --------------- | --------------- | --------------- | ------------------ | ------------------ | ------------------ | ----------- | ----------- | ----------- | ------ | ------ |
| 2009-2010         | Bramfelder        | 6L                | ?          | ?          | -               | -               | -               | -                  | -                  | -                  | -           | -           | -           | ?      | ?      |
| 2010-2011         | Bramfelder        | 5L                | 1          | 0          | -               | -               | -               | -                  | -                  | -                  | -           | -           | -           | 1      | 0      |
| Totale Bramfelder | Totale Bramfelder | Totale Bramfelder | 1+?        | 0+?        |                 | -               | -               |                    | -                  | -                  |             | -           | -           | 1+?    | 0+?    |
| Totale carriera   | Totale carriera   | Totale carriera   | 1+?        | 0+?        |                 | -               | -               |                    | -                  | -                  |             | -           | -           | 1+?    | 0+?    |

### Statistiche da allenatore
Statistiche aggiornate al 18 maggio 2025. In grassetto le competizioni vinte.
| Stagione        | Squadra         | Campionato      | Campionato | Campionato | Campionato | Campionato | Coppe nazionali | Coppe nazionali | Coppe nazionali | Coppe nazionali | Coppe nazionali | Coppe continentali | Coppe continentali | Coppe continentali | Coppe continentali | Coppe continentali | Altre coppe | Altre coppe | Altre coppe | Altre coppe | Altre coppe | Totale | Totale | Totale | Totale | % Vittorie | Piazzamento |
| Stagione        | Squadra         | Comp            | G          | V          | N          | P          | Comp            | G               | V               | N               | P               | Comp               | G                  | V                  | N                  | P                  | Comp        | G           | V           | N           | P           | G      | V      | N      | P      | %          | Piazzamento |
| --------------- | --------------- | --------------- | ---------- | ---------- | ---------- | ---------- | --------------- | --------------- | --------------- | --------------- | --------------- | ------------------ | ------------------ | ------------------ | ------------------ | ------------------ | ----------- | ----------- | ----------- | ----------- | ----------- | ------ | ------ | ------ | ------ | ---------- | ----------- |
| feb. 2024       | Amburgo         | 2L              | 1          | 0          | 1          | 0          | CG              | 0               | 0               | 0               | 0               | -                  | -                  | -                  | -                  | -                  | -           | -           | -           | -           | -           | 1      | 0      | 1      | 0      | &0,00      | Ad interim  |
| nov. 2024-2025  | Amburgo         | 2L              | 21         | 11         | 6          | 4          | CG              | 0               | 0               | 0               | 0               | -                  | -                  | -                  | -                  | -                  | -           | -           | -           | -           | -           | 21     | 11     | 6      | 4      | 52,38      | Sub., 2º    |
| Totale Amburgo  | Totale Amburgo  | Totale Amburgo  | 22         | 11         | 7          | 4          |                 | 0               | 0               | 0               | 0               |                    | -                  | -                  | -                  | -                  |             | -           | -           | -           | -           | 22     | 11     | 7      | 4      | 50,00      |             |
| Totale carriera | Totale carriera | Totale carriera | 22         | 11         | 7          | 4          |                 | 0               | 0               | 0               | 0               |                    | -                  | -                  | -                  | -                  |             | -           | -           | -           | -           | 22     | 11     | 7      | 4      | 50,00      |             |